# 甲洞
甲洞，位於吉隆坡西北部，距離市中心約6公里，其北部为雪蘭莪的双溪毛糯（Sungei Buloh），西部为武吉兰樟，东部为士拉央，南部为吉隆坡大使路（Jalan Duta）。甲洞是11个马来西亚国会下议院代表吉隆坡选区之一。目前来自甲洞的议会代表是希望联盟民主行动党的林立迎。由于華人移居此地颇久，佔據當地人口的64%，所以甲洞无论从政治、经济、社会和文化而言，是一个典型的华人城镇。

## 歷史
甲洞的名稱來源，係因這裡都被群山包圍，於是早期馬來人便於在山邊—“Kebusan”形容此地，之後被簡稱為“Kepong”，當地華人利用粵語直接音譯為“甲洞”。甲洞但歷史可追溯自19世紀60年代，係一座由錫礦業所興起的地區之一，在英國殖民時期是主要的錫礦場之一，後來轉型為橡膠的種植地。這裡也是馬來亞緊急狀態下，形成最大的華人新村之一。目前甲洞可追溯的最早史跡為1894年成立的甲洞增江光望加蘭中華義山，在1900年左右，甲洞一帶這裡僅有數百居民，除了華人意外，僅有少數的印度人在園丘工作，人口主要聚集在7英里大街一帶，當時的增江（Jinjang）、甲洞衛星市（Kepong Bharu）、甲洞花園（Taman Kepong）、甲洞武吉馬魯里（Kepong Bukit Maluri）、帝沙再也（Desa Jaya）等地皆為錫礦場及橡膠園。
最早來甲洞從事錫礦開採的人士多為葉姓客家人，造就現在葉姓成為甲洞的第一大姓，也使這裡成為華人聚集之地，部分社區的華人比例更高達9成以上。因其地形，在20世紀初期，這裡也成為馬來亞共產黨的活躍之地，因此當時的英國殖民政府便把散居於山上的華人集中在增江一帶，使這裡也成為典型的華人新村，以利政府監視行動。政府原本想把居住在甲洞的居民遷入增江，但當地居民不希望住在集中營式的新村而失去行動自由，於是自發組成輔警團，協助政府抵抗馬來亞共產黨維持治安，因此沒有被迫遷入增江。
1967年，由李延年所有的万利有限公司，开始在甲洞发展房地产业，并与雪兰莪州政府联营和慕娘借贷公司配合的方式，在甲洞卫星市兴建数百间单层廉价屋，为最早的现代屋苑发展。自60年代起，甲洞開始林立各種各樣的小型工廠，成為新興的商業區及輕工業區，並於1974年2月1日，與白沙羅（Damansara）、文良港（Setapak）、吉隆坡市區（KL Bandar）、新街場(Sungai Besi)從雪蘭莪分割出來一同組成聯邦直轄區。

## 主要社區
甲洞人口約30萬，為華人居多之區域，加上開埠超過百年的歷史，加上擁有輕工業區及商業區密布，因此區內人口密集，甲洞早期隨處可見非法木屋，在區內最後的非法木屋——甲洞鴻圖園木屋區被拆除後，也象徵非法木屋在甲洞已走入歷史，取而代之的為現代化且規劃整齊的排屋及高聳的公寓。
甲洞擁有擁有許多的花園社區的分佈，年代較久遠有甲洞花園、甲洞衛星市、甲洞武吉馬魯里等，以及80至90年代崛起的美娜園、鴻圖園、中央花園等，較為新興的位於甲洞邊緣地區的孟加拉拉、帝沙再也、帝沙城市园等，其中、帝沙城市园在當地建商的建設下，成為吉隆坡新興的高級社區，社區內擁有許多綠化公園、商業區、國際學校、醫療中心等，吸引許多當地中產階級及外籍專業人士進駐。
甲洞各社區列表：
- 孟加拉拉镇（Bandar Menjalara）
- 双威SPK白沙罗
- 帝沙再也花园（Taman Desa Jaya）
- 帝沙城市园（Desa ParkCity）
- 星光花园（Taman Sri Bintang）
- 马来西亚森林研究所（FRIM）
- 增江北区（Jinjang Utara）
- 增江南区（Jinjang Selatan）
- 甲洞卫星市（Kepong Baru）
- 美娜园（Kepong Metro Prima）
- 达雅花园（Taman Daya）
- 武吉马鲁里花园（Taman Bukit Maluri）
- 宜信园（Taman Ehsan）
- 发达城（Taman Fadason）
- 柏兰花园（Taman Indah Perdana）
- 甲洞花园（Taman Kepong）
- 甲洞美佳花园（Taman Megah Kepong 1&2）
- 八打灵花园（Taman Petaling）
- 甲洞中央花园（Taman Pusat Kepong）
- 甲洞英达花园（Taman Kepong Indah）
- 国荣花园（Taman Sejahtera）

## 商業活動
甲洞54.5%的人口為25至34歲，24.8%在35至44歲的年齡組，這人口不僅為甲洞帶來朝氣活力及生活文化，也人口眾多，甲洞一帶吸引許多業者進駐建設商業區及開設商場。其中較早開業的有日本永旺集團旗下的甲洞永旺廣場美娜園店（AEON MALL Metro Prima），其他包含柏年廣場（Brem Mall）、永旺霸市（Aeon BiG）甲洞店、莲花超市甲洞店等。
| 图片 | 中文名称           | 英文名称             | 社區                                                                          | 联邦直辖区 | 启用年份 | 注释                                   |
| ---- | ------------------ | -------------------- | ----------------------------------------------------------------------------- | ---------- | -------- | -------------------------------------- |
|      | 美娜园永旺购物中心 | ÆON Mall Metro Prima | 甲洞美娜园（Kepong Metro Prima） 3°12′48″N 101°38′20″E / 3.2132°N 101.63895°E | 吉隆坡     | 2004     |                                        |
|      | 柏年广场           | Brem Mall            | 增江南区（Jinjang Selatan）                                                   | 吉隆坡     | 未知     |                                        |
|      | 莲花超市甲洞店     | Lotus's Kepong       | 孟加拉拉 (Bandar Menjalara)                                                   | 吉隆坡     | 2010     | 前称为甲洞村广场 (Kepong Village Mall) |
|      | 阿卡蒂亞廣場       | Plaza Arkadia        | 帝沙城市园                                                                    | 吉隆坡     | 2017     |                                        |

## 教育
甲洞一帶擁有許多華文學校，其中甲洞華小為歷史最悠久的學校，其前身甲洞開明學堂於1909年開學。雖然當地華人以客家人居多，但因幫派觀念嚴重，當地的福建人在20年代，另在甲洞的巴剎街創辦規模較小的崇德學校。兩校在二戰期間，因日軍入侵曾經停辦，於1946年才復辦。二戰之後，客家人與福建人破除幫派之分，在1948年與崇德學校合辦組成開明崇德聯校，經過多次搬遷，加上學生人數不斷增加，該校董事部才於目前的現址購地湊建，新校舍在1951年落成，並改名為甲洞公立學校，60年代改制為甲洞國民型華文小學，並分為現在的一校和二校，在2007年於不遠處的帝沙城市園（Desa Park City）成立三校。
| 学校编号 | 地区       | 中文名称     | 马來文名称      | 邮政 编码 | 位置 | 津贴 制度 | 学生 数量 | 坐标                                        |
| -------- | ---------- | ------------ | --------------- | --------- | ---- | --------- | --------- | ------------------------------------------- |
| WBC0149  | 甲洞       | 甲洞华小一校 | SJK(C) Kepong 1 | 52100     | 市区 | 半津      | 1738      | 3°12′53″N 101°38′05″E / 3.2147°N 101.6348°E |
| WBC0150  | 甲洞       | 甲洞华小二校 | SJK(C) Kepong 2 | 52100     | 市区 | 半津      | 1899      | 3°12′56″N 101°38′05″E / 3.2156°N 101.6347°E |
| WBC0172  | 帝沙城市园 | 甲洞华小三校 | SJK(C) Kepong 3 | 52200     | 市区 | 半津      | 1646      | 3°11′19″N 101°38′27″E / 3.1885°N 101.6407°E |

## 交通

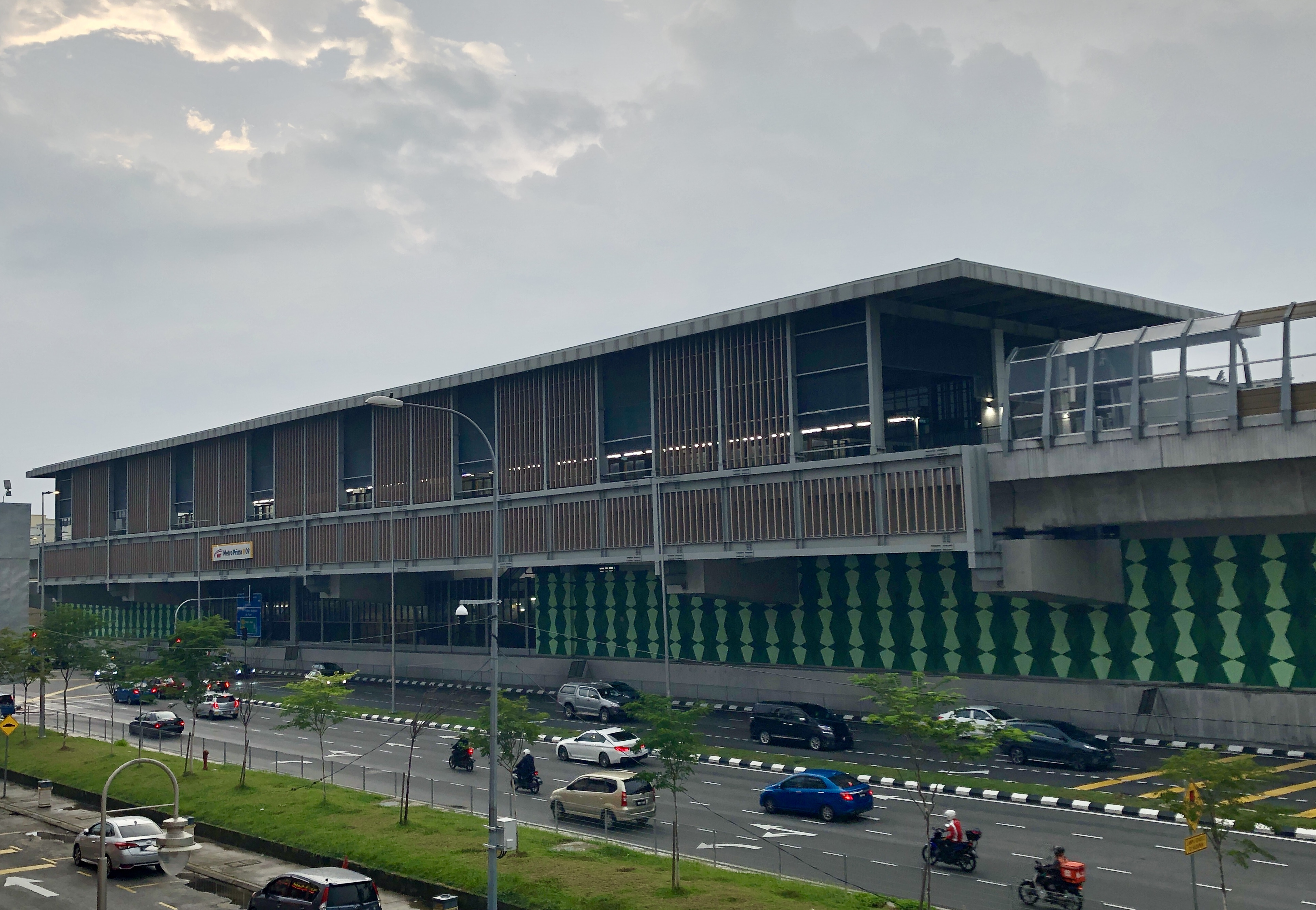
美娜园站

在過去，甲洞給人位置偏遠，出入不方便的印象，因此在80年代至90年代，曾經進入一段發展停滯期，隨著通往八打靈再也的白沙羅－蒲種大道(LDP)及蕉賴的吉隆坡第二中環公路（MRR2）的陸續開通，相關問題基本已獲得解決，加上12 布城线的興建，更是大大增加甲洞的通往其他地區的便利性。

### 鐵路
現階段，2 巴生港线在甲洞一帶設有兩站，分别為甲洞站和甲洞中央站，另，馬來亞鐵道公司的電氣化鐵路 ETS 亦有停靠甲洞中央站 。2022年6月开通的12 布城线，計有數站設置在甲洞。
| 車站編號 | 車站名称     | 原文名         | 车站服务                |
| -------- | ------------ | -------------- | ----------------------- |
| KA06     | 甲洞站       | Kepong         | 2 巴生港线              |
| KA07     | 甲洞中央站   | Kepong Sentral | 2 巴生港线12 布城线 ETS |
| PY09     | 美娜園站     | Metro Prima    | 12 布城线               |
| PY10     | 甲洞衛星市站 | Kepong Baru    | 12 布城线               |

### 道路
甲洞路(Jalan Kepong)為甲洞的主要道路，連接區內眾多社區及商業地帶，12 布城线也在甲洞路上空興建。吉隆坡第二中環公路（MRR2）、士拉央-甲洞大道（Selayang-Kepong Highway）、大使路－淡江大道(DUKE)、白沙羅－蒲種大道(LDP)、南北大道(PLUS)、古晉路（Jalan Kuching）等，為甲洞地區之主要聯外道路。

## 公園

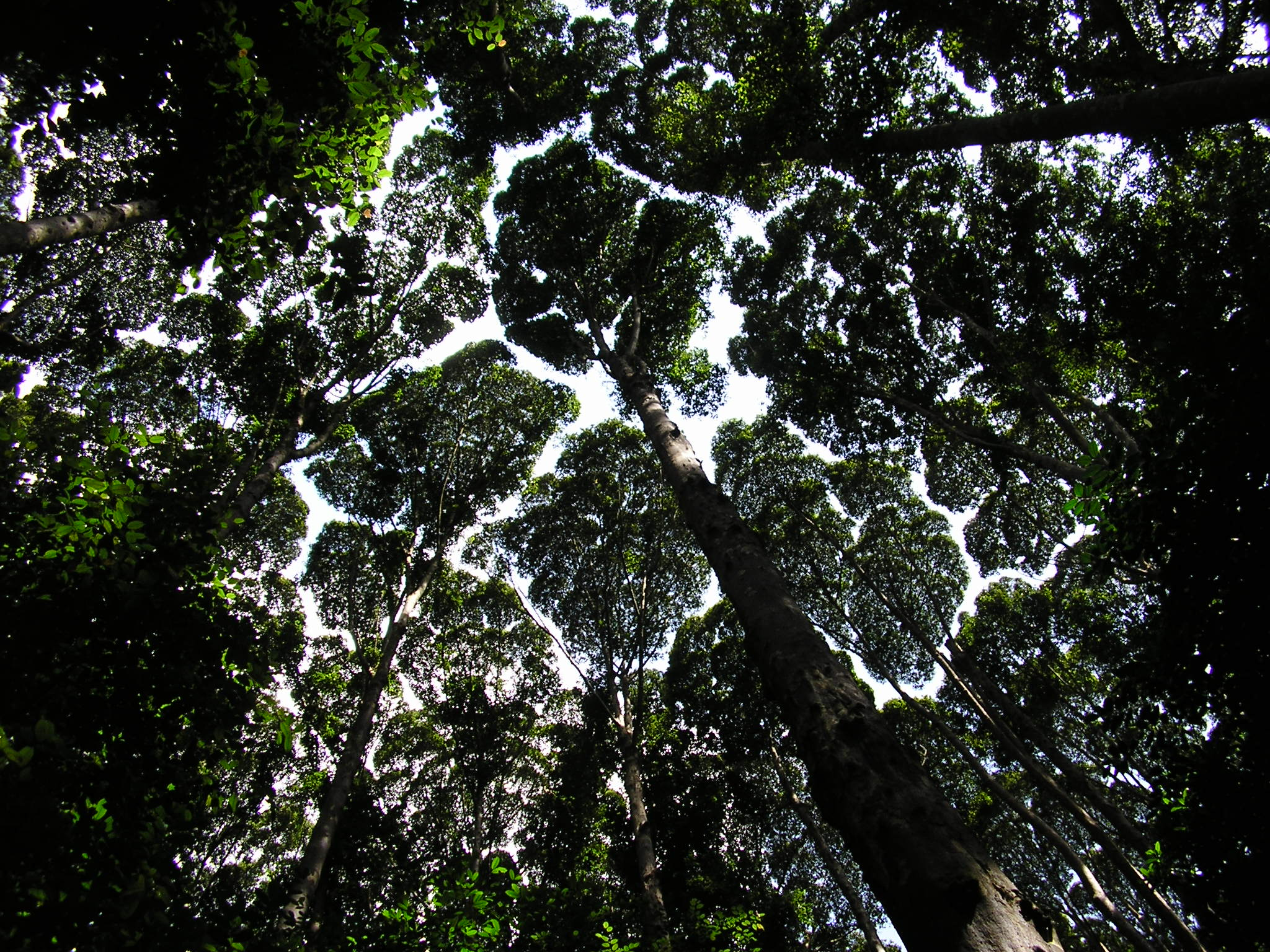
馬來西亞森林研究院之熱帶雨林樹冠

佔地95公頃的甲洞大都會公園（Metropolitan Park），為吉隆坡規模最大的戶外公園之一，公園內設有跑道、自行車道、風箏場、足球場、瞭望台等。另外，在帝沙城市园社區也設有許多大型公園，為吉隆坡少數能允許寵物進入的戶外公園。
設立於1929年的馬來西亞森林研究院(FRIM)佔地約545公頃，係全球最大的人造森林之一，該處原為一片舊錫礦場，因不適合種植，於是在1926年開始有森林研究院在這片貧瘠之地大量種植，並進行研究與觀察，此後這片森林被列為森林生態研究所，2012年被列為國家遺產，在2017年被收錄於世界遺產預備名單內。

## 美食
甲洞美食多不胜数，歷史悠久的餐馆及攤販處處林立，為吉隆坡華人社區的典型美食天堂，當地美食以華人美食站居多，如魚頭米粉、叻沙、肉骨茶、雲吞麵等。

## 文化
2012年上映，由馬來西亞籍導演—馬逸騰執導，謝佳見、戴祖雄、許亮宇等主演的電影—《甲洞》，主要講述甲洞一帶的黑幫之故事，在電影在2015年亦推出續集。

## 宗教

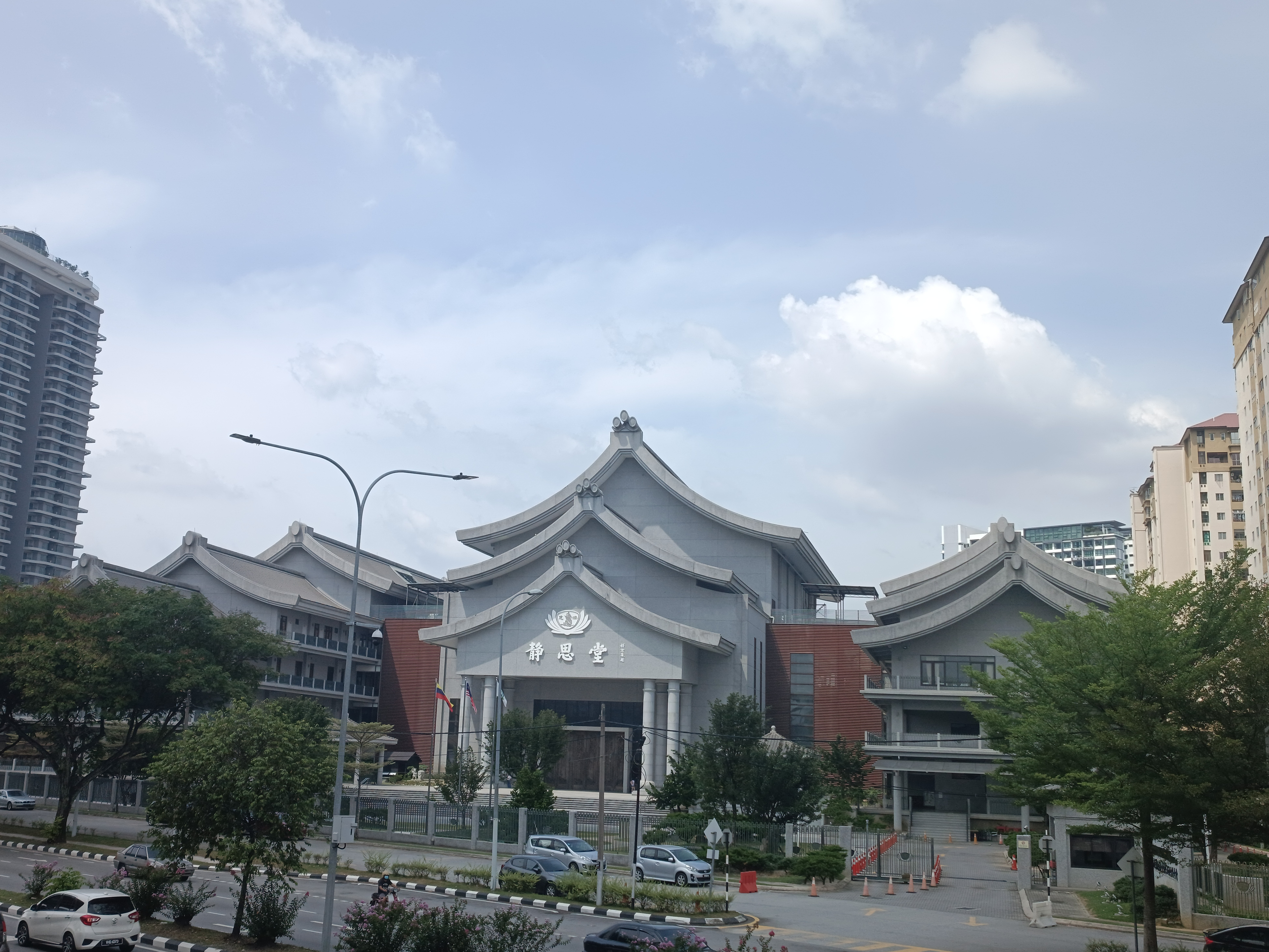
位於甲洞路上的慈濟靜思堂

甲洞擁有許多宗教機構，如基督教卫理公会甲洞堂，基督教卫理公会增江堂，台灣唯一具有影響力的媽祖信仰 - 廣福宮慈聖閣（甲洞媽祖廟）、甲洞福慶堂暨烏魯觀音廟、甲洞富城阮梁公聖佛廟、甲洞靈惠廟、甲洞龍山宮、耶穌聖愛天主教堂( Jesus Caritas Catholic Church )、甲洞神召會、甲洞基督教宣恩堂等。其中，甲洞富城阮梁公聖佛廟為少數超過百年的廟宇。來自台灣的慈濟基金會，也在甲洞建立其在馬來西亞規模最大的道場，於2013年啟用。

## 名胜古迹
- 在台灣西螺擁有超過300年的媽祖廟，海外分鎮座落於馬來西亞甲洞。這間媽祖廟來歷可謂“具有真正媽祖信仰傳承的代表”，宮名為「馬來西亞廣福宮慈聖閣」。主祀天上聖母老大媽，亦是真正湄洲香火代代相傳的代表廟宇。該廟位於甲洞花園，門牌18號 第9A路。每年農曆三月二十三為媽祖聖壽之日，農曆九月初九為媽祖得道昇天紀念日。
- 马来西亚森林研究所（收费）
- 淡马锡锡厂，位于甲洞站500公尺外。
- 增江北区三间庙，位于甲洞大路旁。（三间庙分别是福泽堂、南阳宫和凤山寺）
- 九皇爷（北天宫），每年农历八月三十至九月初九的九皇大帝诞为热闹庆典，高潮为过火坑仪式。
- 甲洞大都会公园，总面积90公顷，是吉隆坡最大的公园之一。
- 甲洞美娜园齊孫宫（1993年創立）是一间以齊天大聖为主神的宫庙，每年的农历八月十六日是庆祝齊天大聖千秋寶誕热闹的庆典；類似宮廟另有万仙宫（帝沙再也，1947年創立）、紫竹莲齐天大圣宫（百美园，1981年創立）及水濂宫（美嘉花园，1986年創立）。